# Saint Elizabeth Parish
Saint Elizabeth ist ein Landkreis (parish) im Südwesten Jamaikas. Hauptstadt ist Black River, hier mündet der Black River.

## Geschichte
Ursprünglich umfasste Saint Elizabeth den ganzen Westen Jamaikas. 1703 wurde Westmoreland abgetrennt, um die Wege zur Parishhauptstadt zu verkürzen. 1814 wurde ein weiteres Teil abgetrennt und Manchester zugeschlagen. Das verbleibende Gebiet wurde nach Sir Thomas Modyford benannt, dem ersten englischen Gouverneur der Insel.
In der Höhle von Pedro Bluff wurden Spuren der Ureinwohner, der Tainos (Arawak), gefunden. Die Spanier legten Bauernhöfe an. Ab 1655 stellten die Engländer auf Zuckerrohranbau um. Black River wurde ein wichtiger Exporthafen für Holz und Saint Elizabeth wohlhabend.
In Saint Elizabeth leben zahlreiche ethnische Gruppen, z. B. Kreolen und Mulatten. Im 18. Jahrhundert kamen Miskito-Indianer aus Zentralamerika auf die Insel, im 19. Jahrhundert folgten irische, schottische und deutsche Auswanderer.

## Geographie
Saint Elizabeth grenzt im Westen an Westmoreland, im Süden an Saint James und Trelawny. Auf 1212,4 km² lebten 2001 rund 148.000 Menschen, 4000 davon in der Hauptstadt.
Der Norden und Nordwesten des Parish sind bergig. Drei Bergketten durchziehen das Gebiet, die Nassau Mountains von Nordwest nach Nordost, die Lacovia Mountains im Westen und die Santa Cruz Mountains im Süden. Letztere formen am Lover’s Leap einen 487 Meter hohen Abhang zum Meer.
In der Mitte und im Süden erstreckt sich eine weite Ebene, die zum großen Teil von Mooren bedeckt ist. Black River, mit 53,4 km der zweitlängste Fluss der Insel, durchfließt Saint Elizabeth und mündet in der gleichnamigen Stadt ins Meer. Wie in vielen anderen Parishes besteht der Untergrund auch hier zu großen Teilen aus Sandstein. 44 größere Höhlen sind bekannt, darunter Mexico, die größte Höhle Jamaikas.
Neben Bauxit gibt es Vorkommen von Antimon, Lehm, Torf und Silizium, das zur Glaserzeugung verwendet wird.

## Wirtschaft
Seit den 1960er Jahren ist Saint Elizabeth wichtigster Lieferant für Bauxit, Port Kaiser ist mit seinem Tiefwasserpier ein bedeutender Exporthafen. In Nain wurde für 125 Millionen Dollar eine Aluminiumhütte gebaut.
Neben dem Tagebau ist die Landwirtschaft der wichtigste Arbeitgeber. In erster Linie wird Zuckerrohr angebaut und in zwei Fabriken verarbeitet. Maniok, Getreide, Bohnen, Erbsen, Ingwer, Annatto, Tabak, Kakao, Reis und Kaffee zählen zu den Produkten der Region. Im Grasland werden Ziegen, Schafe, Schweine, Rinder und Pferde gehalten. Die Bodennutzung ist mit die vielfältigste auf Jamaika.
Erst in den 1990er Jahren entwickelte sich der Tourismus, zunächst in der Gegend um Treasure Beach. Seit einigen Jahren besuchen vermehrt Ökotouristen die kleineren Flüsse und das Moor.